# 如此欢乐童年
《如此欢乐童年》（又译《这，这就是快乐》）英国著名作家乔治·奥威尔的自传小说作者以第一人称讲述了他在预备学校的痛苦遭遇，但被疑为有所夸张。
小说的英文原名为 Such, Such Were The Joys，明显地作者用的是反语。